# 格雷氏解剖學

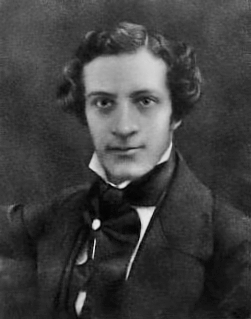
亨利·格雷

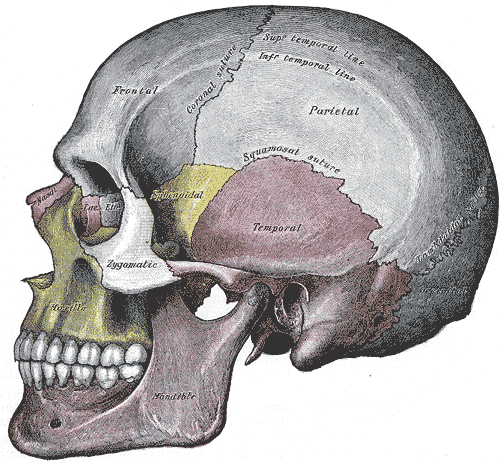
1918年版本中的顱骨側視圖

《亨利·格雷氏人體解剖學》（英語：Henry Gray's Anatomy of the Human Body），通常簡短地寫成《格雷氏解剖學》（Gray's Anatomy），是一部英語人體解剖學教科書，解剖學的經典著作之一。作者是亨利·格雷，原先發表書名是《格雷氏解剖學：描述與外科》（Gray's Anatomy: Descriptive and Surgical），於1858年出版於英國，並於次年在美國發行。格雷在研究傳染疾病的解剖學意義時，受到其甥姪感染而患上天花，並且在1860年二版發行後不久逝世。之後此書籍的編寫工作是由其他人持續進行，第41版於2015年發行。

## 版本
《格雷氏解剖學》在2008年9月分别在英美發行第40版（版），包括线上版本。该版本作者是倫敦国王学院解剖学与人体科学系系主任蘇珊·史坦德林（Susan Standring），出版商是愛思唯爾。
另一種版本《學生版格雷氏解剖學》（Gray's Anatomy for Students）發行於2004年10月。不過這是內容較為簡略的全新著作，不是原作的新版。作者为理查德·L·德雷克（Richard L. Drake）、Ａ·韋恩·沃格爾（A. Wayne Vogl）、亞當·W·M·米謝爾（Adam W. M. Mitchell）和阿卜杜拉赫曼·迪亞（Abdulrahaman Dia）。而其他早期版本依然在印行販售當中。在網路上可以找到許多1901年版的重印本，不過這些版本中並沒有新的解剖學知識。

## 文化影响
美國电视剧（英語：Grey's Anatomy）的名字来自于本书，将替换成了，指代女主角的名字。

## 延伸閱讀
- Gray, Henry, , London: John W. Parker and Son, 1858  [16 October 2011], （原始内容存档于2013-06-11） Online- and PDF versions of the 1st edition at Open Library/Internet Archive. Several other editions are also available at this site.
- 40th, Churchill-Livingstone, Elsevier, 2008, ISBN 978-0-443-06684-9
- Richardson, Ruth,  (PDF), Susan Standring  (编),  39th (electronic version), Edinburgh: Elsevier Churchill Livingston, 2005  [16 October 2011], （原始内容 (PDF)存档于2017-02-12）, A brief history of the British Edition of the book.
- Richardson, Ruth, , Oxford University Press, 2008, ISBN 0-19-955299-1
- Hayes, Bill, , Ballantine, 2007, ISBN 978-0-345-45689-2

## 外部連結
- http://www.bartleby.com/107/ （页面存档备份，存于） — 《格雷氏解剖學》的美國第20版完整版本，1918年出版，其內容現已在公共領域。
- https://web.archive.org/web/20170212012802/http://www.graysanatomyonline.com/content/0443066760/suppfiles/HistoricalIntro.pdf — 英國版《格雷氏解剖學》的詳歷。
- 《格雷氏解剖學》的網上版本，來自雅虎